# Sprachen Mosambiks
43 Sprachen werden von SIL International als Sprachen Mosambiks aufgelistet, da sie von Völkern Mosambiks als Muttersprache gesprochen werden. Einige Bantu-Sprachen sind indigene („einheimische“) Sprachen. Portugiesisch, die Sprache der ehemaligen Kolonialherren, hat das Land als Verkehrssprache und Sprache der europäischen oder europäisierten Oberschicht über 500 Jahre geprägt und ist offizielle Landessprache. Mosambik ist daher Vollmitglied der Gemeinschaft der Portugiesischsprachigen Länder und portugiesische Lehnworte sind in den einheimischen Sprachen verbreitet.
Auch wenn Portugiesisch als Hauptsprache nur von einer kleinen Gruppe genutzt wird, ist es laut dem Mosambikanischen Nationalen Institut für Statistik die am meisten verbreitete Sprache Mosambiks: 39,6 % der Gesamtbevölkerung und 72,4 % der Stadtbevölkerung beherrschen es fließend. Andere weit verbreitete Sprachen sind Swahili, Makua, Chichewa, der Shona-Dialekt Ndau und Xitsonga. Weitere Sprachen sind Lomwe, ChiMakonde, Chichopi, Chuwabu, Xironga (manchmal als Dialekt des Xitsonga bezeichnet), Kimwani (ein Swahili-Dialekt), Zulu und Tswa.
Kleinere Gemeinschaften von Arabern, Überseechinesen und Indern sprechen jeweils ihre eigenen Sprachen. Mosambikanische Inder, die aus dem ehemaligen Portugiesisch-Indien stammen, sprechen oft das portugiesisch basierte Kreol ehemals portugiesischer Orte Indiens neben Portugiesisch als Zweitsprache. Die meisten gebildeten Mosambikaner sprechen zudem Englisch, das in Schulen gelehrt wird und als Geschäftssprache verbreitet ist.
Wie in Afrika verbreitet, sprechen die meisten Mosambikaner mehr als eine Sprache.

## Die größten Sprachen Mosambiks
| Sprache                                        | Anzahl der Sprecher | Prozent der Bevölkerung |
| ---------------------------------------------- | ------------------- | ----------------------- |
| Makua                                          | 4,007,010           | 24.8                    |
| Chisena                                        | 1,807,319           | 11.2                    |
| Xitsonga                                       | 1,799,614           | 11.2                    |
| Elomwe                                         | 1,269,527           | 7.9                     |
| Echuwabo                                       | 1,203,494           | 7.5                     |
| Shona                                          | 1,070,471           | 6.6                     |
| Xitswa                                         | 763,029             | 4.7                     |
| Xironga                                        | 626,174             | 3.9                     |
| Chichewa                                       | 607,671             | 3.8                     |
| Portugiesisch (Mosambikanisches Portugiesisch) | 489,915             | 3                       |
| Cinyungwe                                      | 446,567             | 2.8                     |
| Cicopi                                         | 406,521             | 2.5                     |
| Ciyao                                          | 374,426             | 2.3                     |
| Shimakonde                                     | 371,111             | 2.3                     |
| Gitonga                                        | 319,836             | 2.0                     |
| Ekoti                                          | 102,393             | 0.6                     |
| Kimwani                                        | 29,980              | 0.2                     |
| Swahili                                        | 21,070              | 0.1                     |
| Siswati                                        | 7,742               | 0.05                    |
| Cisenga                                        | 3,584               | 0.02                    |
| Zulu                                           | 3,529               | 0.02                    |
| Andere Sprachen                                | 405,420             | 2.5                     |
| Total                                          | 16,135,403          | 100                     |